# Manfred Kammerer
Manfred Kammerer (Niedersonthofen, 28 settembre 1944) è un ex calciatore tedesco, di ruolo portiere.

## Carriera
Dopo aver giocato in sodalizi minori tedeschi, Kammerer si trasferì negli Stati Uniti d'America per giocare nell'Atlanta Chiefs. Con gli Chiefs ottenne il quarto posto della Western Division della NPSL, non riuscendo così a qualificarsi per la finale della competizione, poi vinta dagli Oakland Clippers.
Nella stagione 1968 passa ai Detroit Cougars, nella neonata North American Soccer League. Con i Cougars ottiene il quarto ed ultimo posto della Lakes Division.
Ritorna con gli Chiefs nella stagione 1969, rimanendovi sino alla campionato 1973, quando il club aveva assunto il nome di Atlanta Apollos. Con la franchigia di Atlanta otterrà due secondi posti nelle stagioni 1969 e 1971.
Nelle finali del 1971, Kammerer giocò per gli Chiefs tutte e tre le sfide contro i texani del Dallas Tornado.